# Ekoludki i Śmiecioroby
Ekoludki i Śmiecioroby (fr. S.O.S Polluards / Touftoufs et Polluards, ang. The Smoggies / Stop The Smoggies) – francusko-kanadyjski serial animowany z 1989 roku stworzony przez Colina Thiberta oraz Geralda Pottertona produkcji CINAR. Liczy w sumie 52 odcinki.
W Kanadzie serial ten nosi dwa tytuły Touftoufs et Polluards oraz The Smoggies, we Francji znany jest jako SOS Polluards, w USA natomiast pod nazwą Stop the Smoggies.
Animowana prośrodowiskowa saga bardzo przypominająca Smerfy w charakterze, treści oraz tonie stworzona i wyreżyserowana przez animatora i producenta Geralda Pottertona.

## Wersja polska
W Polsce serial emitowany był w latach 90 na kanale TVP Regionalna (pasmo wspólne) z angielskim dubbingiem i polskim lektorem. W 2007 roku wydany z polskim dubbingiem na DVD przez firmę APR Project DVD.

## Fabuła
W zacisznym raju na Wyspie Koralowej żyją Ekoludki (ang.  Suntots) – małe stworki o kolorowych włosach. Swym wyglądem przypominają ludzi. Każdy Ekoludek jest wyjątkowy, posiada cechę, która odróżnia go od pozostałych (jeden jest dobry w bieganiu, drugi w gotowaniu, a jeszcze inny w konstruowaniu i budowaniu). Cecha charakteru oraz niepowtarzalny kolor włosów to jest to, co czyni każdego Ekoludka wyjątkowym. Fryzury dla większości z nich są identyczne poza księżniczką Lilą, która jako jedyna wyróżnia się od innych. Wszystkie Ekoludki posiadają cechę wspólną – są przyjazne i miłe. Sielanka kończy się z chwilą pojawienia się na wyspie Śmieciorobów (ang. Smoggies), które przypłynęły na nią w celu zdobycia legendarnego magicznego koralu, który ma im zapewnić wieczną młodość. Śmiecioroby to poszukiwacze skarbów, ich grupa składa się z trójosobowej ekipy – Emmy, Kapitana Clarence'a oraz Kopciucha. Nieekologiczne i lekkomyślne działania Śmieciorobów mogą zniszczyć przepiękną wyspę i doprowadzić do degradacji środowiska naturalnego. Ekoludki będą musiały ich powstrzymać aby uchronić wyspę przed zagładą ekologiczną.

## Kampania ekologiczna
Ekoludki i Śmiecioroby to serial animowany poświęcony trosce o środowisko. Każdy jego epizod ma wydźwięk proekologiczny i edukacyjny, pokazuje jak ludzka bezmyślność i głupota mogą łatwo zniszczyć naszą planetę. Propagowanie ochrony środowiska można znaleźć również w takich serialach animowanych jak: Kapitan Planeta i Planetarianie, Widget, Foczka zwana Śnieżkiem oraz Latające misie. W Polsce także m.in. w filmach animowanych: Królestwo Zielonej Polany oraz Królestwo Zielonej Polany. Powrót.
Wśród seriali i filmów dla młodzieży można wymienić Dziewczynę z oceanu czy film Uwolnić orkę.

## Obsada (głosy)
- Stephanie Morgenstern jako Emma, Księżniczka Lila
- Walter Massey jako Kopciuch
- Rick Jones jako Kapitan Clarence, Choo-Choo, Marynarz
- Bronwen Mantel
- Terrence Scammell

Źródła:

## Postacie
Ekoludki:
- Księżniczka Lila – jest liderem grupy, jej fryzura różni się znacznie od innych Ekoludków, jako jedyna w wiosce ma czerwone włosy i jest znacznie wyższa od pozostałych. Wciąż stara się przekonać Emmę, że magiczny koral nie istnieje. Często spędza czas ze Speedem.
- Szybki (ang. Speed) – jest śmiały i dzielny, potrafi szybko pływać i biegać, stąd też pochodzi jego imię. Ma błękitne włosy. Razem z Księżniczką Lilą rozwiązuje problemy zagrażające ich wyspie, oboje przeżywają wiele fascynujących przygód. Czasami wydaje się, że jest między nimi bliższe uczucie niż przyjaźń.
- Chip – genialny inżynier o pomarańczowych włosach. Wymyśla i buduje różne rzeczy, przy użyciu metod przyjaznych dla środowiska. Często uczestniczy w wyprawach Speeda i Księżniczki Lily.
- Wujek Boom – najstarszy Ekoludek na wyspie, jako jedyny ma białe włosy. Sam ogłosił się burmistrzem miasta. Nosi okulary.
- Sport – utalentowany sportowiec o żółtych włosach, który nosi opaskę i koszulkę z numerem 8. Jego najlepszym przyjacielem jest Cykor.
- Luzak (ang. Cool) – beztroski hipster oraz muzyk, który woli pracować nad swoimi piosenkami niż na wykonywaniu innych czynności. Ma jasnoniebieskie włosy i nosi ciemne okulary. Zwykle martwi się, że coś może nie być "cool".
- Pani Doktor – zajmuje się medycyną, jest lekarzem weterynarii oraz znawcą życia zwierząt, ma zielone włosy i nosi okulary. Obok wujka Boom jako druga jest najstarszym Ekoludkiem na wyspie.
- Ogrodnik – zna się na roślinach i rolnictwie, spędza większość czasu na uprawie warzyw i owoców. Ma ciemnozielone włosy.
- (ang. Cookie) – jest kucharką, wszystkie Ekoludki uwielbiają jej potrawy. Zwykle jest tak pochłonięta gotowaniem, że czasami jej się zdarza zapomnieć o innych rzeczach. Ma różowe włosy.
- Marynarz – potrafi żeglować łodzią najlepiej ze wszystkich Ekoludków. Ma granatowe włosy oraz wąsy.
- Cykor (ang. Scaredy) – bardzo łatwo go przestraszyć. Jego najlepszym przyjacielem jest Sport. Ma pomarańczowe włosy.
- Choo – Choo – sentymentalny kierowca lokomotywy parowej "Nr 9" o pomarańczowych włosach.
- Zgrywus (ang. Tricks) – żartowniś z pomarańczowymi włosami, który od czasu do czasu lubi straszyć Cykora.
- (ang. Choosy) – Ekoludka, która nigdy nie może się zdecydować jaką czynność wykonać. Ma żółte włosy.
- Hobo – oprócz Marynarza oraz Wujka Boom, jest jedynym Ekoludkiem z zarostem. Ma fioletowe włosy i nienawidzi się kąpać.
- Krzykacz (ang. Town Crier) – jego zadaniem jest powiedzieć Wielkie spotkanie w centrum miasta!. Ma fioletowe włosy.
- Drwal (ang. Lumber) – Ekoludek drwal.

Śmiecioroby:
- Emma – samozwańczy przywódca Śmieciorobów, chce wykorzystać moc magicznego koralu, by być wiecznie piękną i młodą. Kopciuch zwraca się do niej "Pani Emmo". Jej mężem jest Clarence. Emma, boi się, że się zestarzeje i ma obsesję na punkcie znalezienia magicznego koralu, myśląc, że to on sprawia, że Ekoludki są młode. Jest bardzo zdeterminowana w swoim działaniu, nie chce uwierzyć, że to wszystko nie jest prawdziwe. Jest tyranem i nie ma skrupułów, kłamie, często też jest przewrotna w celu uzyskania własnych, egoistycznych korzyści. Chciwość i próżność Emmy doprowadzają do jej upadku.
- Kopciuch (ang. Polluto) – pierwszy oficer na statku Śmieciorobów (ang. The Stinky-Poo). Niezbyt mądry, łysy, ogromny osiłek, który wykonuje polecenia Emmy. Często przebywa w maszynowni, gdzie je węgiel i pije olej. Działa na statku również jako kucharz, pilot i mechanik. Ma jednak dobre serce. Jego zanieczyszczanie środowiska wynika bardziej z niewiedzy i chęci wykonywania swojej pracy niż z premedytacji i chęci czynienia zła. Czasami potrafi zaprzyjaźnić się z Ekoludkami, ale równie szybko może obrócić się przeciwko nim, w momencie gdy Emma rozkazuje mu je ścigać. Jego przyjacielem i odwiecznym towarzyszem jest ptaszek Ralph. W przeciwieństwie do Emmy i Clarence’a, Kopciuch posiada nadludzką siłę, potrafi też jeść węgiel i pić olej. Można przez to wywnioskować, że nie jest on do końca człowiekiem, tylko prawdopodobnie jakimś androidem (kolejnym wynalazkiem) stworzonym przez Clarence’a.
- Clarence – kapitan statku Śmieciorobów, niski, gruby, siwowłosy mężczyzna, który nosi okulary. Kocha swoją żonę Emmę, dla niej chce odnaleźć magiczny koral. Jest wynalazcą i naukowcem, ale jego wynalazki rzadko działają we właściwy sposób, dlatego też często się załamuje i popada w depresje. Kopciuch zwraca się do niego "Kapitanie" lub "Kapitanie Clarence".

Zwierzęta:
- Pelikan Pete – przyjaciel Ekoludków, często im pomaga w trudnych sytuacjach.
- Żółw Tom – również przyjaciel Ekoludków,  jest wykorzystywany przeważnie do pomocy jako środek transportu.
- Ralph Robin – żółty mały ptaszek, który jest przyjacielem Kopciucha, zwykle siedzi na jego głowie. Kopciuch jest w stanie zrozumieć jego ćwierkanie.
- Winston – kaszalot, który potrafi porozumiewać się z sonarami. Jego wrogiem jest Stary Jednooki (Kałamarnica Olbrzymia).

## Lista odcinków
| Nr | Polski tytuł                           | Francuski tytuł                            | Angielski tytuł               |
| -- | -------------------------------------- | ------------------------------------------ | ----------------------------- |
|    |                                        |                                            |                               |
| 01 | Przywódca stada                        | Chef de bande                              | Leader of The Pack            |
|    |                                        |                                            |                               |
| 02 | Nie szkodzić szkodnikom                | Qui s'y frotte s'y pique                   | Don't Bug The Bugs            |
|    |                                        |                                            |                               |
| 03 | Włosy stają dęba                       | Histoire qui décoiffe                      | Hair-Raising Tale             |
|    |                                        |                                            |                               |
| 04 | Wzrost to nie wszystko                 | Pour quelques centimètres de plus          | Size Isn't Everything         |
|    |                                        |                                            |                               |
| 05 | Echo                                   | Double langage                             | Double Talk                   |
|    |                                        |                                            |                               |
| 06 | Koralowy puchar                        | Coup de corail                             | Coral Cup                     |
|    |                                        |                                            |                               |
| 07 | Urodziny Emmy                          | Il ne faut jamais vendre la peau de l'ours | A Smoggies' Birthday          |
|    |                                        |                                            |                               |
| 08 | Daleko od domu                         | Kiwi ou non                                | A Long Way From Home          |
|    |                                        |                                            |                               |
| 09 | Żegnaj, lokomotywo nr 9                | Adieu vieille locovap                      | Goodbye Engine Number Nine    |
|    |                                        |                                            |                               |
| 10 | Upał                                   | Gros succès                                | The Big Heat                  |
|    |                                        |                                            |                               |
| 11 | Ładny kwiat                            | Gros pouce vert d'Emma                     | Emma's Green Thumb            |
|    |                                        |                                            |                               |
| 12 | Kto wierzy w czarownice                | Sorcière est une sorcière                  | Which Is Witch                |
|    |                                        |                                            |                               |
| 13 | Czego się najesz, takim się stajesz    | Telle assiette telle binette               | You Are What You Eat          |
|    |                                        |                                            |                               |
| 14 | Całkiem niemały problem                | Il pleut, il pleut, il repleut             | No Small Problem              |
|    |                                        |                                            |                               |
| 15 | Głupi, ale z dyplomem                  | Un dégénère régénère                       | The Not-So-Freshman           |
|    |                                        |                                            |                               |
| 16 | Kopciuch Ekoludkiem                    | Polluto, le touftouf                       | Dr. Jekyll and Mister Polluto |
|    |                                        |                                            |                               |
| 17 | Groźne skutki romantycznej przejażdżki | Ski story                                  | Snow Show                     |
|    |                                        |                                            |                               |
| 18 | Siła muzyki                            | Mauvaises notes                            | The Sounds of Music?          |
|    |                                        |                                            |                               |
| 19 | Purpurowy przypływ                     | Farandole en violet                        | The Purple Tide               |
|    |                                        |                                            |                               |
| 20 | Z perzu deszcz, z deszczu perz         | Chagrin de poussières                      | Dust To Dust                  |
|    |                                        |                                            |                               |
| 21 | Zombie Koralowej Wyspy                 |                                            | Zombies of Coral Island       |
|    |                                        |                                            |                               |
| 22 | Dojrzałe do zbioru                     | Mûres pour les maraudeurs                  | Ripe for the Picking          |
|    |                                        |                                            |                               |
| 23 | Pod tęczą                              | 20 000 fuites d'eau sous les mers          | Under The Rainbow             |
|    |                                        |                                            |                               |
| 24 | Żółwia kuracja                         | Ne taquinez jamais les tortues             | Turtle Trauma                 |
|    |                                        |                                            |                               |
| 25 | Nie wywołuj wilka z lasu               | Alarme à l'œil                             | Never Cry Wolf                |
|    |                                        |                                            |                               |
| 26 | Bańkomania                             | Tétu comme une bulle                       | Bubble Mania                  |
|    |                                        |                                            |                               |
| 27 |                                        | Président Boom                             | President Boom                |
|    |                                        |                                            |                               |
| 28 |                                        | Le sel de l'histoire                       | Salt Story                    |
|    |                                        |                                            |                               |
| 29 |                                        | Mieli Mielo                                | Bee's Business                |
|    |                                        |                                            |                               |
| 30 |                                        | Lorsque les pelican                        | Tot Trap                      |
|    |                                        |                                            |                               |
| 31 |                                        | Aux pierres de lune                        | Wide Blou Yonder              |
|    |                                        |                                            |                               |
| 32 |                                        | Dans les plumes                            | Off To the Races              |
|    |                                        |                                            |                               |
| 33 |                                        | Les parapluies de corailville              | Maglo Muddle                  |
|    |                                        |                                            |                               |
| 34 |                                        | Detachez vos ceintures                     | A Trip To The Rain Forest     |
|    |                                        |                                            |                               |
| 35 |                                        | Des perles aux pourceaux                   | Cool It                       |
|    |                                        |                                            |                               |
| 36 |                                        | Ca c'est du spore                          | A Feather In Her Cap          |
|    |                                        |                                            |                               |
| 37 |                                        | Pur jus                                    | Black Day In Suntot Town      |
|    |                                        |                                            |                               |
| 38 |                                        | Le mal de l'air                            | Seaweed Frenzy                |
|    |                                        |                                            |                               |
| 39 |                                        | La mousse tache                            | Anniversary Schmaltz          |
|    |                                        |                                            |                               |
| 40 |                                        | Rayon irréfléchis                          | Mushroom Menace               |
|    |                                        |                                            |                               |
| 41 |                                        | Pierre a fusil                             | Heat Wave                     |
|    |                                        |                                            |                               |
| 42 |                                        | Oh cacao                                   | Air Scare                     |
|    |                                        |                                            |                               |
| 43 |                                        | Le ridicule tue                            | Dirty Soap                    |
|    |                                        |                                            |                               |
| 44 |                                        | Le cauchemar de Polluto                    | Polluto's Nightmare           |
|    |                                        |                                            |                               |
| 45 |                                        | La vague a larmes                          | Burled But Not Gone           |
|    |                                        |                                            |                               |
| 46 |                                        | Le chateau d'eau                           | Target Practice               |
|    |                                        |                                            |                               |
| 47 |                                        | Petrole brute                              | Cycles                        |
|    |                                        |                                            |                               |
| 48 |                                        | Silence et dors                            | Bouncy Briny                  |
|    |                                        |                                            |                               |
| 49 |                                        | Des fuites, mais avec quelques pépins      | Wave Goodbye                  |
|    |                                        |                                            |                               |
| 50 |                                        |                                            | Timber                        |
|    |                                        |                                            |                               |
| 51 |                                        |                                            | Oil or Nothing                |
|    |                                        |                                            |                               |
| 52 |                                        |                                            | Deep Sleep                    |

## Opis odcinków
- 2. Nie szkodzić szkodnikom (ang. Don't Bug The Bugs)

Emma chce być najpiękniejszą kobietą na świecie. Clarence szuka właściwej formuły na wieczne piękno i urodę. Przez swoją nieuwagę wylewa jej zawartość na stół. Działanie specyfiku wypala wielką dziurę w stole. Emma wpada na pomysł aby wykorzystać miksturę jako środek na insekty. Aby chronić się przed coroczną inwazją robaków, Śmiecioroby rozpylają w ich lęgowiskach formułę Clarence’a myśląc tym samym, że pozbędą się ich raz na zawsze. Niestety środek okazuje się mieć odwrotny skutek. Powoduje, że owady wcale nie umierają, tylko rosną do gigantycznych rozmiarów. Wygłodniałe szukając pożywienia atakują wioskę. Ekoludki są w niebezpieczeństwie. 
- 48. (ang. Bouncy Briny)

Emma narzeka na swoją urodę. Clarence sporządza dla siebie i żony eliksir młodości, który okazuje się być kolejnym niewypałem. Ich twarze zamiast odmłodnieć stają się płaskie i gąbczaste. Zawiedziony wylewa resztę mikstury do morza. Jak się okazuje mikstura ta wywołuje negatywne skutki dla środowiska. Morze staje się żółte i gumowe („nadmuchane”). Ekoludki są bardzo zaniepokojone, muszą ratować biedne morsy. Dostarczają im wody, gdyż jej brak spowoduje, że zwierzęta umrą. Szybki chce rozmawiać z kapitanem Clarence'em, jest pewien, że to jego sprawka, zakrada się do łodzi Śmieciorobów. Niestety przez przypadek zostaje zamknięty razem z Kopciuchem w kotłowni. Ptaszek Ralph informuje o tym Księżniczkę Lilę, która rusza mu na ratunek. W tym samym czasie Clarence szuka antidotum. Przy pomocy Szybkiego udaje mu się znaleźć właściwą formułę. Ptaszek Ralph wylewa zawartość eliksiru do morza. Morsy są znów bezpieczne, a twarze Emmy i Clarence’a wracają do normalnej postaci.

## Nominacje
- 1990: Nagroda Gemini: Najlepsza oryginalna muzyka do serialu – Judith Henderson (nominacja)[40]